# Escalpelamento

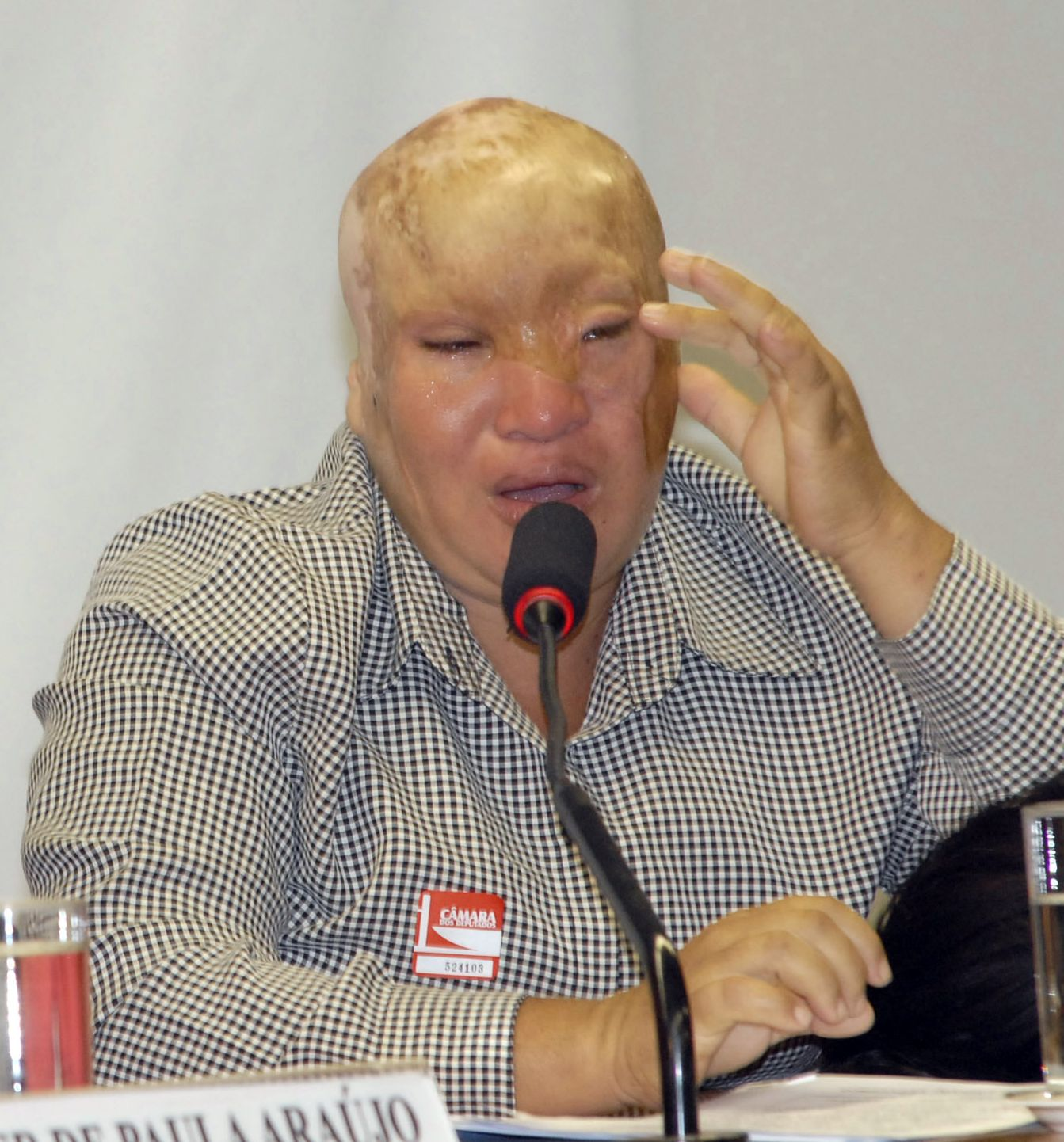
Die Präsidentin der Associação das Mulheres Escalpeladas do Amapá während eines Amazonaskommission-Treffens

Die Escalpelamento ist das Abziehen der Kopfhaut vom Schädel, in den meisten Fällen durch Bootsmotoren.

## Entstehung
Die Escalpelamento ist ein weit verbreitetes Problem im Amazonasgebiet. Ablenkung und schlechte Sicherheitsstandards auf den Voadeiras, typische Boote zum Reisen und Arbeiten auf dem Amazonasfluss, sind die Gründe für die vielen Opfer.
Die Ribeirinhos sind eines der traditionellen Völker Südamerikas, das in der Nähe von Flüssen lebt, vorwiegend in der Landschaftsform der Várzea. Sie ernähren sich durch Fischerei und Landwirtschaft. Diese Menschen sind die Hauptopfer des Skalpierens. Wenn sich die Opfer dem Motor eines Bootes nähern, um Arbeiten zu verrichten, werden sie an den Haaren gezogen. Die schnelle Drehbewegung des Motors wickelt die Haare dann auf. Die Kopfhaut wird zusammen mit Ohren, Augenbrauen und einem Teil der Haut von Gesicht und Hals vom Schädel gezogen. Diese Unfallart führt, falls nicht zum Tode, zu schweren Entstellungen, deren Heilung lang und schmerzhaft ist.

## Soziale Maßnahmen
Am 14. Januar 2010 hat der Präsident Brasiliens, Luiz Inácio Lula da Silva, durch das Bundesgesetz 12.199/2010 den 28. August zum Nationalfeiertag für die Kontrolle und Prävention von Escalpelamento erklärt (portugiesisch Dia Nacional de Combate e Prevenção ao Escalpelamento).
Am 20. Januar 2011 wurde in Belém, der Hauptstadt des Bundesstaates Pará, die erste Nichtregierungsorganisation geschaffen, die sich um psychologische Betreuung und die Wiedereingliederung in die Gesellschaft und den Arbeitsmarkt nach Operation und Heilung kümmert.